# Illerri
Illerri est un des mots basques désignant le cimetière. On l'appelle aussi ilarrieta, ilargieta à Sare (Labourd), hilerri à Licq (Soule), zimitorio à Oiartzun (Guipuscoa), kanpusantu (Ataun), ortusantu etc. Pour les actes rituels les tombes furent remplacées dans les églises, par de petits emplacements attribués à chaque maison, lesquels continuèrent de s'appeler sépultures dans certains endroits alors qu'ailleurs on l'appelle Jarleku (sièges). 
Le fait que les cimetières soient encore situés autour de l'église, comme c'est toujours le cas dans les provinces du Labourd, Basse-Navarre et en Soule est très ancien. C'est seulement dans les villages où le cimetière entoure l'église que l'on voit fréquemment des personnes qui viennent prier sur les tombes de leurs maisons. Lors d'un anniversaire d'un décès, les parents du mort, les voisins, ceux de sa famille qui assistent à la messe, vont ensuite à la tombe où une voisine allume quelques petites cires alors que le curé, entouré de ceux qui ont assisté à la messe, chantent et prient en accord avec ce que prescrit le Rituel en pareil cas (Licq).
Dans certains coins on pratique encore la coutume suivante : les jeunes époux, après la messe de mariage, vont sur les sépultures de leurs maisons ou sur celles du conjoint du village. Là, ils prient pour leurs ancêtres en compagnie de tout le cortège nuptial.
Dans beaucoup de cimetières les sépultures sont orientées de telle manière que la tête soit face  l'Ouest et les pieds à l'orient. Pour le peuple il y a une aura mystique autour des cimetières, c'est pour cela qu'on ne doit pas les profaner. Ainsi, par exemple, il ne faut pas faire trois fois le tour.

## Étymologie
Illerri signifie « cimetière » en basque. Le suffixe a désigne l'article : Illeria se traduit donc par « le cimetière ».

## Note
Il n'existe pas de genre (masculin, féminin) dans la langue basque et toutes les lettres se prononcent. Il n'y a donc pas d'association comme pour le français où qu se prononce k.